# Paul Hillier
Paul Hillier (* 9. února 1949, Dorchester, Anglie) je anglický dirigent a pěvec-barytonista. Specializuje se na ranou hudbu a současnou hudbu, hlavně na díla Arva Pärta a Steva Reicha.
Studoval na Guildhall School of Music, svoji profesionální kariéru začal v londýnské Katedrále sv. Pavla. V roce 1974 založil vokální soubor Hilliard Ensemble, který vedl až do roku 1989. V roce 1989 pak založil soubor Theatre of Voices, který se specializuje hlavně na současnou vokální hudbu. V roce 2001 se stal uměleckým ředitelem a hlavním dirigentem Estonského filharmonického komorního chóru (Estonian Philharmonic Chamber Choir).